# نجات سرباز رایان
نجات سرباز رایان (انگلیسی: Saving Private Ryan) فیلم جنگی و حماسی آمریکایی محصول ۱۹۹۸ به کارگردانی استیون اسپیلبرگ و نویسندگی رابرت رودات است. داستان آن در سال ۱۹۴۴ در نرماندی، فرانسه طی جنگ جهانی دوم جریان دارد و به گروهی از سربازها به رهبری سروان جان میلر (تام هنکس) در مأموریتی به‌منظور موقعیت‌یابی سرباز جیمز فرنسیس رایان (مت دیمون) می‌پردازد. رایان سه برادر داشته که همگی در جنگ کشته شده‌اند و به دستور فرمانده کل ارتش، او می‌تواند به‌سلامت به خانه بازگردد. دیگر بازیگران شامل ادوارد برنز، تام سایزمور، بری پپر، جووانی ریبیسی، وین دیزل، آدام گلدبرگ و جرمی دیویس می‌شوند.
رودات با الهام از کتاب‌های استیون ای. امبروز و روایت‌هایی مشابه مانند برادران نیلاند، پیش‌نویس فیلم‌نامه را تهیه کرد و پارامونت پیکچرز او را برای تکمیل نگارش برگزید. این پروژه مورد توجه هنکس و اسپیلبرگ قرار گرفت. اسپیلبرگ قصد داشت نجات سرباز رایان را تا حد امکان موثق جلوه دهد و فرانک دارابونت و اسکات فرانک را به کار گرفت تا فیلم‌نامه را بر اساس تحقیقات و مصاحبه با کهنه‌سربازان بازنویسی کنند. گروه بازیگران اصلی یک دوره آموزشی یک هفته‌ای را پشت سر گذاشتند تا تجربهٔ سرباز بودن را درک کنند. فیلم‌برداری از ژوئن تا سپتامبر ۱۹۹۷، با بودجه ۶۵ تا ۷۰ میلیون دلاری، تقریباً به‌طور کامل در در انگلستان و ایرلند انجام شد. نبرد ساحل اوماها در افتتاحیهٔ فیلم دشوارترین سکانس بود، به‌طوری که فیلم‌برداری آن به‌مدت چهار هفته با هزینهٔ ۱۲ میلیون دلاری و با حضور ۱٫۵۰۰ سیاهی‌لشکر صورت گرفت.
نجات سرباز رایان به یکی از موفق‌ترین فیلم‌های سال تبدیل شد و تحسین منتقدان را به خاطر نمایش واضح از مبارزه به دست آورد. کهنه‌سربازان جنگ جهانی دوم صحنه‌های نبرد را واقعی‌ترین تجسم از تجربیات خود توصیف کردند؛ برخی از آن‌ها به‌دلیل خاطرات دردناک خود قادر به تماشای آن نبودند. این فیلم ۴۸۱٫۸ میلیون دلار در گیشه فروش داشت و دومین فیلم پرفروش سال ۱۹۹۸ شد و جوایز بسیاری از جمله گلدن گلوب، اسکار و بفتا برنده شد.
نجات سرباز رایان یکی از بهترین فیلم‌های تاریخ در نظر گرفته می‌شود؛
تکنیک‌های فیلم‌برداری صحنه نبرد بر بسیاری از فیلم‌های جنگی، اکشن و ابرقهرمانی بعدی تأثیر گذاشت و بسیاری از کارگردانان نجات سرباز رایان را عامل تأثیرگذاری بر خود ذکر کرده‌اند. این فیلم بابت نقشش در تجدید علاقه به جنگ جهانی دوم در پایانِ قرن، الهام بخشیدن به فیلم‌ها، نمایش‌های تلویزیونی و نیز بازی‌های ویدیویی دیگر که در طول جنگ اتفاق می‌افتند، اعتبار دارد. در سال ۲۰۱۴، این فیلم برای نگهداری در فهرست ملی ثبت فیلم ایالات متحده از سوی کتابخانه کنگره برگزیده شد.

## داستان
فیلم با نشان دادن سکانسی از حضور یک سرباز جنگ جهانی دوم به همراه خانواده‌اش، در گورستان کشته‌شدگان نبرد نرماندی، آغاز می‌شود. سپس صحنه به روز ۶ ژوئن ۱۹۴۴ (روز نبرد نرماندی) می‌رود. سربازان آمریکایی برای پیاده شدن در ساحل اوماها در نرماندی در فرانسه (که به دست آلمانی‌ها اشغال شده است) آماده می‌شوند. قایق‌ها به ساحل می‌رسند و سربازها بیرون می‌روند. در همان لحظات نخست ورود سربازان، آلمانی‌ها به روی آنان آتش باز می‌کنند و بسیاری از سربازان کشته می‌شوند. کاپیتان جان اچ. میلر (تام هنکس) به همراه چند تن از سربازان دیگر، سعی می‌کنند تا خطوط دفاعی ساحلی را بشکنند.
در سکانس بعدی، دفتر جرج مارشال، فرمانده کل ارتش ایالات متحده آمریکا، نشان داده می‌شود. به او خبر می‌دهند که سه تن از چهار برادر از خانواده رایان در جنگ کشته شده‌اند و مادر آن‌ها در یک روز، خبر مرگ آن‌ها را دریافت کرده است. آن‌ها متوجه می‌شوند که فرزند چهارم و کوچک‌تر، جیمز فرانسیس رایان، در جایی در نرماندی، گم شده است. او بعد از خواندن نامه بیکسبی که از طرف آبراهام لینکلن برای خانم بیکسبی نوشته شده بود، دستور می‌دهد تا سرباز رایان را هر چه زودتر پیدا کنند و او را به خانه بازگردانند.
در فرانسه، سه روز بعد از روز دی، میلر دستور می‌گیرد تا رایان را پیدا کنند. او تیمی شش نفره به علاوه یک سرباز که زبان آلمانی و فرانسه را به خوبی صحبت می‌کند، با خود همراه می‌کند و بدون هیچ اطلاعاتی به جستجوی رایان می‌رود. کاپارزو (وین دیزل)، یکی از مردان وی، با ورود به شهر توسط یک تک‌تیرانداز کشته می‌شود. جکسون با مهارت بالای خود تک‌تیرانداز را می‌کشد. آن‌ها یک سرباز به نام جیمز فردریک رایان از ایالت مینه‌سوتا پیدا می‌کنند، اما زود متوجه می‌شوند که اشتباه کرده‌اند. در راه، آن‌ها یکی از اعضای گروهی که رایان در آن بوده را پیدا می‌کنند و محل فرود رایان را می‌فهمند. آن‌ها به محل می‌روند و توسط یکی از دوستانش باخبر می‌شود که رایان به همراه چندتن دیگر از یک پل در شهر رامل، که از نظر استراتژیکی مهم است، دفاع می‌کند.
در راه شهر رامل، آن‌ها به عده‌ای آلمانی با تیربار برمی‌خورند و تصمیم می‌گیرند تا آن‌ها را از بین ببرند. آن‌ها موفق می‌شوند و یکی از سربازان آلمانی را نیز اسیر می‌کنند. هم‌چنین تیری به شکم وید، پزشک تیم، برخورد می‌کند و او جانش را از دست می‌دهد. سربازان تصمیم می‌گیرند تا سرباز آلمانی را معدوم کنند. فقط آپهام با این کار مخالف است. نهایتاً میلر تصمیم می‌گیرد تا سرباز آلمانی را چشم‌بسته رها کند تا نیروهای آمریکایی او را پیدا کنند. با آزاد کردن سرباز آلمانی، ریبن تصمیم می‌گیرد تا از تیم جدا شود و این باعث می‌شود با هورواث، درگیر شود. درگیری بالا می‌گیرد تا این که میلر به بحث پایان می‌دهد و هم‌چنین در مورد گذشتهٔ خود اطلاعاتی را فاش می‌کند. او می‌گوید که قبل از شروع جنگ یک معلم زبان انگلیسی بوده. بعد از این ریبن تصمیم می‌گیرد بماند.

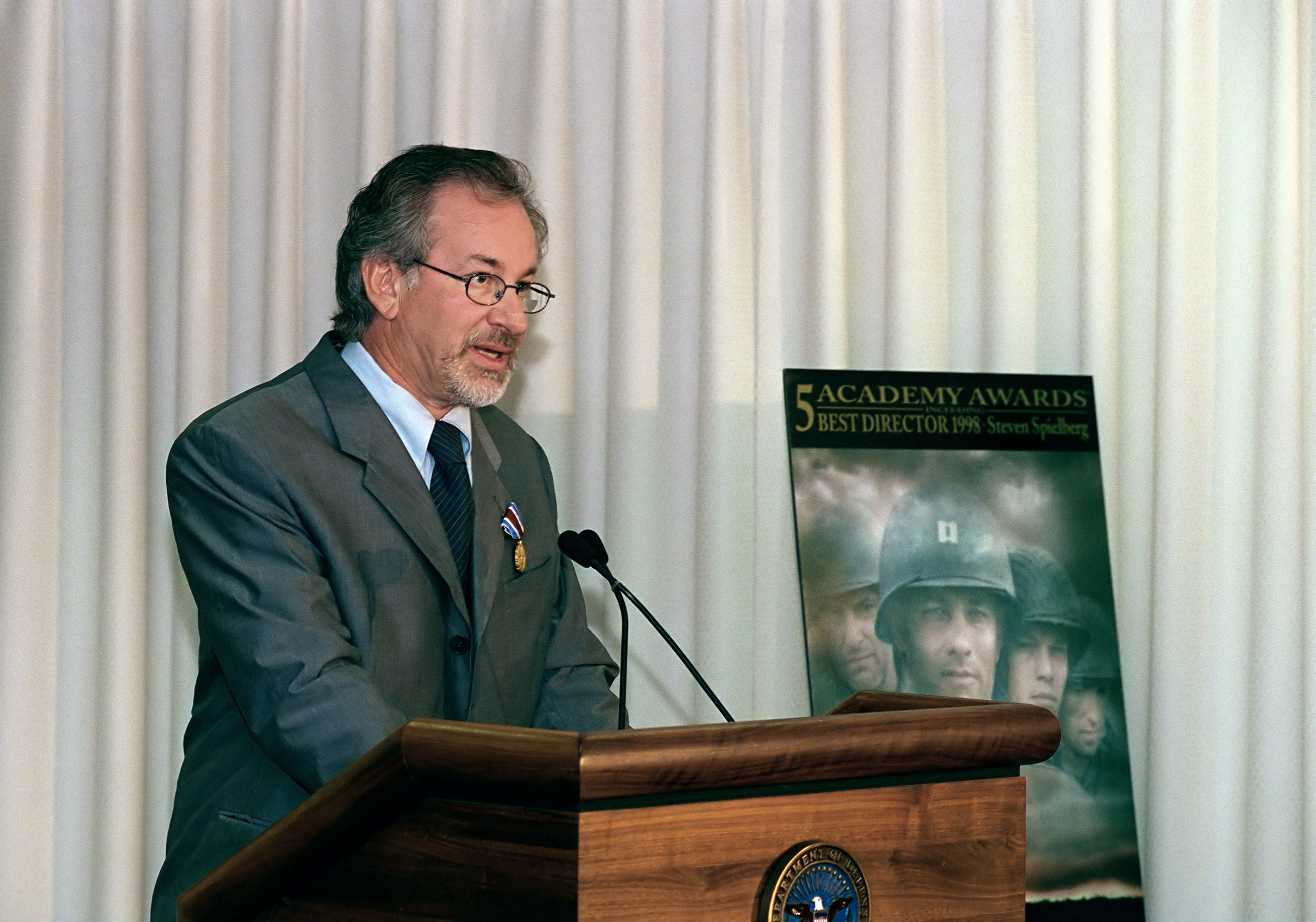
استیون اسپیلبرگ کارگردان فیلم نجات سرباز رایان

آن‌ها به شهر رامل می‌رسند و رایان را پیدا می‌کنند. به او خبر می‌دهند که سه برادرش کشته شده‌اند، هم‌چنین در راه یافتن او، دو سرباز جان خود را از دست داده‌اند و این که او باید به خانه برگردد؛ ولی او مخالفت می‌کند و می‌گوید انصاف نیست که بقیه را تنها بگذارد. میلر تصمیم می‌گیرد به همراه تیمش در آن‌جا بماند و از پل در برابر آلمانی‌ها دفاع کند.
نیروهای آلمانی به همراه پنجاه سرباز مجهز به شهر می‌رسند. با وجود تلفات سنگین آلمانی‌ها، بیشتر آمریکایی‌ها از جمله جکسون، ملیش و هورواث کشته می‌شوند. زمانی که میلر می‌خواهد برای جلوگیری از عبور آلمان‌ها، پل را منفجر کند، تیر می‌خورد و مجروح می‌شود. قبل از این که تانک آلمانی‌ها به پل برسد، پی-۵۱ ماستنگ آمریکایی از راه می‌رسد و تانک و نیروهای باقی‌مانده را از بین می‌برد. آپهام که در جریان درگیری از گروه جدا شده است، اسیر آلمانی را که توسط میلر آزاد شده و دوباره به جنگ برگشته را می‌کشد. رایان، ریبن و آپهام تنها کسانی هستند که زنده مانده‌اند. رایان در آخرین لحظات زندگی میلر به پیش او می‌رود و میلر در آخرین جمله‌اش به رایان می‌گوید که: «جیمز، سزاوارش باش، لیاقتش [کاری را که برایت انجام شد] را داشته باش.»
دوباره زمان حال نشان داده می‌شود. پیرمردی که در گورستان سربازان کشته‌شده در نبرد نرماندی حضور دارد، همان سرباز رایان است. او بر سر قبر میلر از همسرش می‌خواهد تصدیق کند که او مرد خوبی بوده و لیاقت فداکاری میلر و سربازانش را داشته. سپس دوربین به سنگ قبر نزدیک می‌شود و نام جان اچ. میلر نمایان می‌گردد. فیلم با نشان دادن برافراشته شدن پرچم ایالات متحده پایان می‌یابد.

## بازیگران
- تام هنکس در نقش کاپیتان جان اچ. میلر
- تام سایزمور در نقش مایک هورواث، گروهبان
- ادوارد برنز در نقش سرباز ریچارد ریبن
- بری پپر در نقش سرباز دنیل جکسون، تک‌تیرانداز ماهر
- آدام گلدبرگ در نقش سرباز استنلی «فیش» ملیش
- وین دیزل در نقش سرباز آدریان کاپارزو
- جووانی ریبیسی در نقش ایروین وید، پزشک تیم
- جرمی دیویس در نقش تیموتی آپهام، مترجم و نقشه‌نگار
- مت دیمون در نقش سرباز جیمز فرانسیس رایان، سرباز چترباز
- تد دنسن در نقش کاپیتان فرد همیل، راه‌یاب
- پل جیاماتی در نقش گروهبان دوم ویلیام هیل، سرباز چترباز
- دنیس فارینا در نقش سرهنگ دوم والتر اندرسون
- هریسون یونگ در نقش جیمز فرانسیس رایان در زمان حال
- هارو پرسنل در نقش جنرال جرج مارشال، فرمانده کل ارتش ایالات متحده
- لیلند ارسر در نقش ستوان دوم ده‌ویندت، خلبان هواپیمای سقوط کرده
- برایان کرانستون در نقش سرهنگ آی. دبلیو. برایس، یک افسر در وزارت جنگ
- ناتان فیلیون در نقش جیمز فردریک رایان
- مکس مارتینی در نقش سرجوخه فرد هندرسون
- دیمیتری گوریتاس در نقش سرباز پارکر، سرباز چترباز
- دیوید وال

## تولید

### مفهوم
تهیه‌کننده مارک گوردون طرفدار کارهای گذشتهٔ نویسنده رابرت رودات در فیلم‌هایی مانند تال تیل (۱۹۹۵) و پرواز به خانه (۱۹۹۶) بود. این دو در اوایل ۱۹۹۵ با یکدیگر دیدار کردند تا در مورد پروژه‌ها و ایده‌های امکانی بحث کنند. در عرض چند هفته، رودات نجات سرباز رایان را در ذهن خود پروراند. او از هدیهٔ همسرش یعنی کتاب تاریخی D-Day June 6, 1944: The Climactic Battle of World War II (1994) اثر استیون ای. امبروز که رخدادهای پیاده‌سازی سربازان در نرماندی را بازگو می‌کند، الهام گرفت. رودات از بنای یادبودی در کین، نیوهمپشایر که به سربازان آمریکایی کشته‌شده در جنگ اختصاص داده شده بود، دیدن کرد و تلفات، از جمله برادران، مورد توجه او قرار گرفت. او گفت: «ایدهٔ از دست دادن یک فرزند در جنگ بیش از حد دردناک است … ایدهٔ از دست دادن بیش از یک فرزند غیرقابل تصور است». خانوادهٔ رایان مبتنی بر چهار برادر نیلند بود که در کتاب امبروز به تفصیل آمده است. دو نفر از برادران کشته شدند و سومی مرده فرض شد. طبق سیاست تنها بازمانده، نفر چهارم از جنگ بازگردانده شد.

### مسیر ساخت فیلم
رودات تحقیقاتی انجام داد و تصمیم گرفت تا داستان را در جنگ جهانی دوم اتفاق بیفتد. رودات پس از نوشتن فیلم‌نامه، آن را در اختیار مارک گوردون قرار داد. او از داستان خوشش آمد، ولی بعد از ۱۱ بار بازنویسی آن، با ساخت فیلم، موافقت کرد. گوردون نیز فیلم‌نامه بازنویسی شده را در اختیار هنکس گذاشت. هنکس نیز به داستان آن علاقه‌مند شد و اسپیلبرگ را به عنوان کارگردان آن انتخاب کرد. قرار شد تا فیلم‌برداری در ۲۷ ژوئن ۱۹۹۷ آغاز شود. قبل از شروع فیلم‌برداری، بازیگران اصلی این فیلم از جمله ادوارد برنز، بری پیپر، ون دیزل، آدام گلدبرگ، جووانی ریبیسی و تام هنکس در یک کمپ نظامی، آموزش دیدند و تمارین طاقت‌فرسا انجام دادند. برای آن که بازیگران از شخصیت مت دیمون در فیلم متنفر شوند، او تا روزهای آخر به اردوگاه آورده نشد.

### به تصویر کشیدن تاریخ
نجات سرباز رایان به خاطر به تصویر کشیدن صحنه‌های درگیری در جنگ جهانی دوم، به صورت بسیار به واقعیت نزدیک هستند، مورد توجه مخاطبین و منتقدان قرار گرفته است. به خصوص سکانس اول فیلم که پیاده شدن سربازان آمریکایی در ساحل اوهاما را نشان می‌دهد. این سکانس از سوی مجله امپایر به عنوان بهترین سکانس نبرد تاریخ سینما انتخاب شده است. TV Guide نیز این سکانس را در بین ۵۰ سکانس دیگر، در رتبه نخست به یادماندنی‌ترین سکانس‌ها قرار داده است. این سکانس به تنهایی ۱۲ میلیون دلار خرج برداشت و در آن از بیش از ۱۵۰۰ بازیگر استفاده شده است که برخی از آن‌ها، اعضای ذخیره ارتش ایرلند بودند. هم‌چنین از ۲۰ تا ۳۰ نقص عضو واقعی برای به تصویر کشیدن سربازانی که در این نبرد، دست و پای خود را از دست می‌دادند، استفاده شده است.

## جوایز
برنده اسکار بهترین کارگردانی
برنده اسکار بهترین فیلمبرداری
برنده اسکار بهترین تدوین
برنده اسکار بهترین صداگذاری
برنده اسکار بهترین تدوین صدا